# Internet Corporation for Assigned Names and Numbers
ICANN (Internet Corporation for Assigned Names and Numbers) is een non-profitorganisatie die een aantal internet-gerelateerde taken uitvoert, zoals het toekennen en specifiëren van topleveldomeinen, toewijzen van domeinnamen en de distributie van IP-nummers. Ze werd opgericht op 18 september 1998 en nam toen de taken over van Jon Postel.
Aanvankelijk functioneerde de ICANN onder toezicht van het Amerikaanse ministerie van handel, meer bepaald de National Telecommunications and Information Administration (NTIA), waarmee het overeenkomsten had afgesloten. Op 1 oktober 2016 is de ICANN verzelfstandigd en geprivatiseerd, althans voor het uitvoeren van de IANA-functies (Internet Assigned Numbers Authority). Een multistakeholdermodel moet ervoor zorgen dat de organisatie voortaan verantwoording aflegt aan de globale internetgemeenschap, bestaande uit afgevaardigden van de privésector, technische experten, academici, de burgermaatschappij, overheden en individuele eindgebruikers.
De ICANN beheert zelf geen domeinnamen. Dit laat het over aan andere organisaties, registry's genoemd. Voorbeelden zijn Verisign (.com en .net), DNS Belgium (.be) en de Stichting Internet Domeinregistratie Nederland (.nl).